# Jim Thorpe
Jacobus Franciscus Thorpe, conhecido como Jim Thorpe (Prague, 28 de maio de 1887 — Lomita, 28 de março de 1953), foi um atleta norte-americano da primeira metade do Século XX.
Jim Thorpe nasceu no território do atual estado do Oklahoma em território indígena, sendo que seu nome entre o povo indígena, mais precisamente na Língua Kichapooé, é Wha-Tho-Huk - Caminho Iluminado - devido ao fato de que no momento de seu nascimento, um raio de sol iluminava o lugar em que ele se encontrava. Seu pai, Hiram Thorpe, era filho de uma índia e um irlandês. Sua mãe, Charlotte Vieux, igualmente descendente de índia e um francês.
Foi um dos atletas mais versáteis do século XX; praticava basquete, handebol, hóquei, arco e flecha, tiro, natação, canoagem, tênis, squash, hipismo, futebol americano e beisebol, tendo sido considerado um dos maiores desportistas do século.

## Biografia

### Primeiros anos
Junto com seu irmão gêmeo Charlie, deu início a seus estudos na localidade de Stroud, Oklahoma em uma escola indígena. Seu irmão morreu de pneumonia aos oito anos de idade, logo após esse triste momento, que lhe causou grandes transtornos pessoais, seu pai o mandou para uma universidade no Kansas. Dois anos mais tarde, sua mãe veio a falecer, o que desencadeou em uma forte depressão por parte de Thorpe. Depois de inúmeros desentendimentos com seu pai, abandonou o lugar onde morava e começou a trabalhar em um rancho.
Em 1904, volta a morar com seu pai e dá início aos estudos em uma escola no estado da Pensilvânia na localidade de Carlisle, onde começa a praticar o futebol americano. Nesse mesmo ano, devido a morte de seu pai, abandona a escola e começa a trabalhar em uma granja durante um período, para depois regressar a Carlisle no ano de 1907 onde começa sua carreira de atleta.

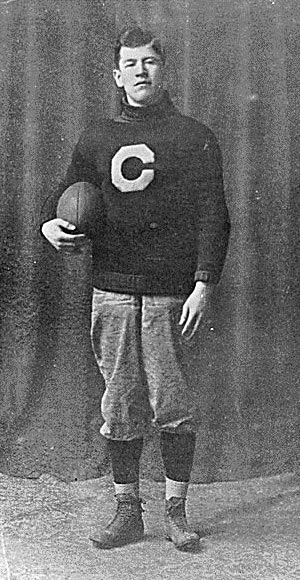
Jim Thorpe

### Carreira de atleta
No período de 1909 e 1910, Thorpe embolsava cerca de 25 dólares semanais para disputar partidas de beisebol, à época semiprofissional. Ele utilizava o seu nome verdadeiro, indo em sentido contrário ao de outros atletas da época que se valiam do subterfúgio da utilização de pseudônimos para que não deixassem de disputar competições como atletas amadores, como as Olimpíadas. Em 1911 passou a disputar campeonatos de futebol americano onde consegue projeção nacional ao vencer por sua escola o "campeonato nacional colegial" de futebol americano.
Tornou-se campeão olímpico do pentatlo e decatlo em 1912, foi recebido com festa em seu país, desfilando em carro aberto pela Broadway. Entretanto, por receber dinheiro pelas disputas das partidas no beisebol, foi considerado um atleta à época como profissional, algo proibido entre os atletas olímpicos, essencialmente amadores, fato que culminou com a perda de suas medalhas. Na sequência, Thorpe acaba por assinar um contrato de cinco mil dólares para tornar-se a maior estrela do New York Giants.
Entre os anos de 1915 e 1920 consagrou-se como um dos maiores atletas do futebol americano atuando pelo "Canton Bulldogs", onde se sagraria "campeão mundial" em 1916, 1917 e 1919. Em 1920, quando ainda defendia as cores dos "Bulldogs", foi eleito o primeiro presidente da "Associação de Profissionais de Futebol Americano" dos EUA. Até 1928, defendeu várias equipes, decidindo-se finalmente pela aposentadoria quando atuava pelos "Chicago Cardinals" (atual Arizona Cardinals).

### Morte e reconhecimento
Foi escolhido em 1950 como "O maior atleta da primeira metade do século", honraria outorgada pela Associated Press. Faleceu devido a um ataque cardíaco quando habitava um trailer em 1953. Em 1982, o Comitê Olímpico Internacional corrigiu o erro histórico e o reabilitou como um verdadeiro campeão olímpico. Posteriormente, no início do ano seguinte, as medalhas foram devolvidas a seus filhos. Somente em julho de 2022 o COI restabeleceu as conquistas de Thorpe, passando a ser considerado oficialmente o único vencedor das provas de pentatlo e decatlo em Estocolmo.
Para confirmar a grande importância de Thorpe para o esporte, sua trajetória foi adaptada para o cinema. O ator escolhido para interpretar o "índio-atleta" foi Burt Lancaster, um dos nomes mais proeminentes da época. O filme foi intitulado de Jim Thorpe: All-American (O Homem de Bronze), dirigido por Michael Curtiz, em 1951.
Existe uma localidade denominada Jim Thorpe no estado da Pensilvânia em homenagem ao atleta.

### Vida privada
Casou-se em 1913 com Iva Millar em Carlisle, onde tiveram quatro filhos; Jim Jr. (morto com dois anos de idade), Gale, Charlotte e Grace. Devido à sua condição de alcoólatra separou-se em 1924. Dois anos após casou-se novamente, com Freeda Kirkpatrick, com quem teve quatro filhos; Carl, William, Richard e John. Separou-se em 1941 e casou-se pela terceira vez.
Depois do término de sua carreira profissional, Thorpe encontrou diversos obstáculos para estabelecer-se em alguma profissão fora do esporte, em 1929, devido a grande depressão, a sua situação piorou ainda mais, não conseguia manter-se por um longo período em nenhum emprego. Por um período de sua vida atuou em vários filmes no elenco de apoio, sempre em papéis indígenas.
Em 1950, chegou a ser hospitalizado devido a um câncer nos lábios.